# Yifat Bitton
Yifat Bitton é uma professora, juíza e ativista israelense. É a fundadora do Tmura - O Centro Israelense de Antidiscriminação, que defende os direitos das mulheres que sofreram abusos. Ela foi indicada para a Suprema Corte de Israel duas vezes. Em fevereiro de 2019, Bitton entrou na política, e juntou-se a Ehud Barak na formação de um novo partido político para disputar as eleições futuras.

## Carreira
De 1996 a 1997, Bitton foi secretária do juiz da Suprema Corte israelense, Mishael Cheshin. Em 2006, Bitton fundou o Tmura — The Israeli Anti-Discrimination Center, que defende mulheres que sofreram violência sexual e violação de seus direitos econômicos. Ela é uma ativista dos direitos civis, com foco na igualdade para a população Mizrahi.
Bitton estava na lista de candidatos para a Suprema Corte de Israel em 2017 e 2018, a mulher mais jovem a aparecer na lista. Ela atua lecionando direito, como professora associada no College of Management Academic Studies, em Israel.

## Política
Em fevereiro de 2019, Bitton se juntou ao partido Gesher liderado por Orly Levy, recebendo o terceiro lugar na lista. Na eleição legislativa israelense de abril de 2019, Gesher não chegou ao Knesset. Bitton se juntou a Ehud Barak em uma entrevista coletiva em junho de 2019, anunciando a formação de um novo partido político para desafiar Benjamin Netanyahu nas eleições de setembro. O novo partido, o Partido Democrático de Israel, juntou-se a outros partidos para criar a lista da União Democrática, com Bitton sendo colocado em sétimo lugar na lista conjunta.

## Formação
Bitton passou o ano acadêmico de 2004–2005 na Harvard Law. Bitton possui um PhD, bem como um LLB e LLM da Universidade Hebraica de Jerusalém e um grau de Mestre em Direito pela Escola de Direito de Yale.

## Vida pessoal
Bitton nasceu em Kiryat Malachi e cresceu em Herzliya. É casada com Eyal Sternberg, um advogado, e eles têm dois filhos.